# Comuna Samuil, Razgrad
Samuil (în bulgară Самуил) este o comună în regiunea Razgrad, Bulgaria, formată din 14 sate. 

## Localități componente

### Sate
| - Bogdanți - Bogomilți - Goleam Izvor - Goleama Voda - Huma | - Hărsovo - Jeleazkoveț - Kara Mihal - Krivița | - Nojarovo - Pcelina - Samuil - Vladimirovți - Zdraveț |

## Demografie
Componența etnică a comunei Samuil
     Romi (4,93%)
     Turci (76,18%)
     Bulgari (10,97%)
     Nicio identificare (6,49%)
     Altele (1,39%)
La recensământul din 2011, populația comunei Samuil era de 7.005 locuitori. Din punct de vedere etnic, majoritatea locuitorilor (76,18%) erau turci, existând și minorități de bulgari (10,97%) și romi (4,93%). Pentru 6,49% din locuitori nu este cunoscută apartenența etnică.